# Панюков, Сергей Владимирович
Сергей Владимирович Панюко́в — советский и российский физик-теоретик, известный работами в области конденсированного состояния: сверхпроводимость и физика полимеров.

## Биография
Окончил кафедру проблем физики и астрофизики Факультета общей и прикладной физики МФТИ, там же в 1984 году защитил кандидатскую диссертацию на тему «Теория магнитных сверхпроводников» под руководством Льва Н. Булаевского. Мл. н. с. ГНИЭИ имени Г. М. Кржижановского; ст. н. с. ФИАН имени П. Н. Лебедева, отделение теоретической физики имени И. Е. Тамма.

## Научные труды
Работы Панюкова в основном посвящены джозефсоновским переходам и полимерным сеткам (гелям). Ниже кратко описаны основные наиболее часто цитируемые результаты.

### Джозефсоновский ток в S/F/S-переходах
В 1982 году А. И. Буздин, Л. Н. Бунаевский и Панюков предложили рассчитали джозефсоновский ток в структуре сверхпроводник-ферромагнетик-сверхпроводник (S/F/S) для короткой слабой связи в рамках модели ODSEE. Эта работа служила теоретическим подтверждением существования π-переходов, ранее предсказанных Булаевским и соавторами в 1977 году, но впервые обнаруженных экспериментально лишь в 2001 году.

### Статистическая физика полимерных гелей (теория Панюкова — Рабина)
В году Панюков и И. Рабин развили теорию, описывающую статистические свойства полимерных гелей. Теория основывалась на методе реплик и использовала приближение случайных фаз. На 2011 год модель Панюкова — Рабина остаётся основной в физике полимерных гелей.

### Ограничения на движение цепей в полимерных сетках
Для описания ограничений на движение цепей в полимерных сетках, возникающих из-за зацеплений, использовалось две модели: трубок (рептаций) и скользящих связей (англ. slip links). Возникала потребность в объединяющей их модели. Её предложили М. Рубинштейн и С. Панюков в 2002 году. Модель получила название «модели скользящих трубок», она рассматривает степени свободы, связанные со скольжением цепи вдоль контура трубки в неаффинной модели трубки.

## Награды и премии
- премия Ленинского комсомола (1986) — за работу «Сверхпроводимость слоисто-неоднородных систем и композитных материалов»